# Diszacharid

A répacukor (szacharóz) is diszacharid

A diszacharidok két monoszacharidból glikozidos kötéssel létrejövő molekulák. Magyar nevük: kettős cukrok. Legfontosabb képviselői a szacharóz (répacukor, nádcukor; ez a hétköznapi értelemben vett „cukor”), a laktóz (tejcukor), és a maltóz (malátacukor). A természetben előfordul még a trehalóz. Említeni szokták még a cellobiózt, amely a cellulóz két monomerből álló darabja, de a természetben nem fordul elő. Két csoportba oszthatóak: redukáló és nem redukáló diszacharidok.
A diszacharidok két monoszacharid molekula kondenzációjával hozhatók létre acetálképződéssel. A kapcsolat az egyik monoszacharid glikozidos (félacetál-) hidroxilcsoportja és a másik monoszacharid glikozidos vagy nem glikozidos (alkoholos) hidroxilcsoportja között jön létre. A molekula létrejöhet két egyforma (például 2 α-glükóz → maltóz vagy trehalóz; 2 β-glükóz → cellobióz), vagy két különböző monoszacharid (pl. 1 α-glükóz (1→2) β-fruktóz = szacharóz) kapcsolatából. De származtathatók poliszacharidok lebomlásával is, pl. amilóz → maltóz, cellulóz → cellobióz.

## Fizikai tulajdonságok[4]
A redukáló és a nem redukáló kristályos vegyületek egyaránt kristályosak, vízben jól oldódnak, alkoholban rosszul, éterben egyáltalán nem. Vízoldékonyságuk és kristályosodásra való hajlamuk a molekula növekedésével csökken. Édes ízűek, szagtalanok és színtelenek. Melegítés hatására bomlanak. Nyílt láncú és gyűrűs alakban is előfordulnak. Hajlamosak a konformációs izomériára.

## Funkcióik a szervezetben
A szénhidrátok, így a diszacharidok is, energiaszükségletünk nagyjából 50%-át fedezik. Másik fontos tulajdonságuk, hogy a szervezet vázanyagának alkotásában vesznek részt. Szerepük van az immunanyag képzésben,  a véralvadás gátlásában (heparin), a kalcium-anyagcserében, ezen keresztül a csontosodási folyamatban is. 